# Эсон (мифология)
Эсон (др.-греч. Αἴσων) — персонаж древнегреческой мифологии из фессалийского цикла, царь Иолка, единоутробный брат Пелия и отец Ясона. Пелий лишил его престола, а по некоторым версиям мифа, убил или принудил к самоубийству, пока Ясон плавал за золотым руном. По ещё одной версии, Эсон пережил Пелия и получил от Медеи молодость.

## В мифологии
Эсон был старшим из трёх сыновей Крефея, основателя и первого царя города Иолк в Фессалии. Его полнородными братьями были Ферет и Амифаон, единоутробными (сыновьями матери Эсона, Тиро, и Посейдона) — Нелей и Пелий. При этом двое последних, согласно одной из версий мифа, считались тоже сыновьями Крефея и были старше Эсона.
Согласно Валерию Флакку, в молодости Эсон участвовал в битве кентавров с лапифами на стороне последних; в частности, он сражался с кентавром Фолом. После смерти отца царская власть досталась не Эсону, а его брату Пелию. По одной версии, Пелий и Нелей свергли Эсона (в связи с этим Диодор Сицилийский пишет о «бунте»), по другой, Эсон добровольно уступил власть до совершеннолетия своего сына Ясона. После этих событий он жил в одном из городов приморской Фессалии, а сына, чтобы уберечь его от Пелия, отправил на воспитание к кентавру Хирону на Пелион.
Ясон, когда ему исполнилось 20 лет, направился в Иолк, чтобы вернуть отцу царскую власть. Именно нежелание Пелия уступать Эсону стало причиной, по которой множество героев со всей Эллады во главе с Ясоном отправилось на корабле «Арго» в Колхиду за золотым руном. Позже Пелий, уверенный, что аргонавты не вернутся из опасного путешествия, решил убить брата. Тот добился разрешения на самоубийство и выпил во время жертвоприношения бычьей крови, отчего умер (эллины считали бычью кровь сильным ядом). Жена Эсона тоже покончила с собой, а второй сын по имени Промах был убит. Ясон, вскоре вернувшийся в Иолк, отомстил за отца.
По другой версии, Эсон дождался сына, и волшебница Медея вернула ему молодость, сварив в золотом котле; эта версия была использована поэтами Симонидом, Ферекидом и Овидием. Существует и ещё один вариант мифа, согласно которому Эсон умер молодым, из-за чего и не стал царём.
Ещё один пункт, по которому мнения античных авторов расходятся, — это личность жены Эсона. В разных источниках фигурируют Алкимеда, дочь Филака и Климены; Полимела; Полифема или Полимеда, дочь Автолика; Феогнета, дочь Лаодика; Амфинома, Арна или Скарфа.